# Markus Schindlbeck
Markus Schindlbeck (né en 1949) est un ethnologue allemand. Il a été le chef de l'unité spécialisée "Océanie et Australie" au Musée ethnologique de Berlin et le conservateur de l'exposition permanente "Mers du Sud" qui s'y trouve.

## Vie
De 1969 à 1978, Markus Schindlbeck a étudié à l'Université de Bâle (Suisse) Ethnologie, Histoire et Géographie. De 1972 à 1974, il a participé à une expédition scientifique du séminaire ethnologique de l'université de Bâle, sous la direction de Meinhard Schuster (certaines des photos qu'il a prises lors de cette expédition font aujourd'hui partie de l'exposition permanente "Océanie. Lebenswelten in der Südsee" du Überseemuseum de Brême). De 1978 à 1979, Schindlbeck a travaillé comme collaborateur scientifique au Museum für Völkerkunde à Bâle et a obtenu son doctorat à cette époque. En 1983, il a travaillé comme assistant scientifique au séminaire d'ethnologie de l'université de Bâle.
De 1984 à 1985, il a effectué un volontariat au Musée ethnologique de Berlin, au sein de l'unité spécialisée Mer du Sud et Australie. Depuis 1986, il était chef de l'unité spécialisée. La même année, en 1986, il a entrepris un voyage de recherche dans les Carolines. En 1993, il a effectué un autre voyage de recherche et de collecte en Nouvelle-Zélande. En 2001 et 2004, l'exposition permanente "Mers du Sud" du Musée d'ethnologie de Berlin a été réaménagée selon ses directives. Elle est considérée comme l'une des expositions d'art océanique les plus importantes du monde en termes de qualité et de quantité. En 2014, Schindlbeck a pris sa retraite. Markus Schindlbeck donne régulièrement des séminaires à l'Université libre de Berlin.
Il a publié la Zeitschrift für Ethnologie et est membre du conseil d'administration (président de 2011 à 2014) de la Berliner Gesellschaft für Anthropologie, Ethnologie und Urgeschichte.

## Écrits
- Sago bei den Sawos. Untersuchungen über die Bedeutung von Sago in Wirtschaft, Sozialordnung und Religion. 1980.
- Die ethnographische Linse. Photographien aus dem Museum für Völkerkunde Berlin. 1989.
- Von Kokos zu Plastik. Südseekulturen im Wandel. 1993,  (ISBN 3-496-02524-7).
- The Art of Collecting. Interactions between Collectors and the People they visit. In: Zeitschrift für Ethnologie. Band 118, 1994, S. 57–68.
- The Art of the Head-Hunters. Collecting Activity and Recruitment in New Guinea at the beginning of twentieth Century. In: H. J. Hiery und J. M. MacKenzie: European Impact and Pacific Influence. 1997, S. 31–43.
- New Zealand – Land of the Long White Cloud / Neuseeland. Land der langen, weißen Wolke. In: James Cook. Treasures of the South Seas. The Cook /  Forster Collection // Gaben und Schätze aus der Südsee. Die Göttinger Sammlung Cook / Forster. Edited by / herausgegeben von Brigitta Hauser-Schäublin und Gundolf Krüger. 1998, S. 172–194,  (ISBN 978-37913-1868-4), früher 3791318683.
- Deutsche wissenschaftliche Expeditionen und Forschungen in der Südsee bis 1914. In: H. J. Hiery: Die deutsche Südsee. Ein Handbuch. 2001.
- Wellen der Südsee. In: Ingo Kühl, Nordsee – Südsee: Ölbilder, Arbeiten auf Papier, Tonreliefs 2001–2003; [zur Ausstellung Südsee-Wellen, Bilder von Ingo Kühl, Ethnologisches Museum, Staatliche Museen zu Berlin, 2004], S. 18, 20, Verlag der Kunst Dresden, Verlagsgruppe Husum 2004,  (ISBN 3-86530-001-4).
- Expeditionen in die Südsee: Begleitbuch zur Ausstellung und Geschichte der Südsee-Sammlung des Ethnologischen Museums / SMS, Ethnologisches Museum, Staatliche Museen zu Berlin. Dietrich Reimer Verlag, Berlin 2007,  (ISBN 978-3-496-02780-5).
- Old Hawaiʻi : an ethnography of Hawaiʻi in the 1880s : based on the research and collections of Eduard Arning in the Ethnologisches Museum, Berlin / edited by Adrienne L. Kaeppler, Markus Schindlbeck and Gisela E. Speidel. SMB, Ethnologisches Museum, Berlin 2008,  (ISBN 978-3-88609-621-3).
- Gefunden und verloren: Arthur Speyer, die dreissiger Jahre und die Verluste der Sammlung Südsee des Ethnlogischen Museums Berlin. Verlag Kettler, Bönen 2012,  (ISBN 978-3-86206-131-0).
- Unterwegs in der Südsee: Adolf Roesicke und seine Fahrten auf dem Sepik. Nicolai Verlag, Berlin 2015,  (ISBN 978-3-89479-916-8).
- Krieg, Ritual und Kunst: Die kulturellen Besonderheiten der Sawos. In: Tanz der Ahnen : Kunst vom Sepik in Papua-Neuguinea (anlässlich der Ausstellung Tanz der Ahnen. Kunst vom Sepik in Papua-Neuguinea, Martin-Gropius-Bau, Berlin, Museum Rietberg, Zürich, Musée du quai Branly, Paris), Hirmer Verlag, München 2015,  (ISBN 978-3-7774-2339-5).